# House of Gucci
House of Gucci is een Amerikaans biografisch misdaaddrama uit 2021, onder regie van Ridley Scott. De film volgt het Italiaanse modehuis Gucci en in het bijzonder het leven van zaakvoerder Maurizio Gucci en diens echtgenote Patrizia. De hoofdrollen worden vertolkt door Adam Driver, Lady Gaga, Jared Leto, Al Pacino en Salma Hayek.

## Verhaal
De film volgt het leven van (en de moord op) Maurizio Gucci, die in de jaren 1980 en 1990 aan het hoofd staat van het beroemde modehuis Gucci.

## Rolverdeling
| Acteur                 | Personage                  |
| ---------------------- | -------------------------- |
| Adam Driver            | Maurizio Gucci             |
| Lady Gaga              | Patrizia Reggiani          |
| Jared Leto             | Paolo Gucci                |
| Al Pacino              | Aldo Gucci                 |
| Jeremy Irons           | Rodolfo Gucci              |
| Jack Huston            | Domenico De Sole           |
| Reeve Carney           | Tom Ford                   |
| Salma Hayek            | Giuseppina "Pina" Auriemma |
| Camille Cottin         | Paola Franchi              |
| Mădălina Diana Ghenea  | Sophia Loren               |
| Mehdi Nebbou           | Said                       |
| Miloud Mourad Benamara | Omar                       |

## Productie

### Ontwikkeling
De verfilming van Sara Gay Fordens boek The House of Gucci (2000) is een passieproject van Giannina Scott, de echtgenote van filmmaker Ridley Scott. In 2006 werd het project opgepikt door Paramount Pictures en dat schakelde de studio Andrea Berloff in om een script te schrijven. Het project viel stil en werd in 2007 overgenomen door Fox 2000, een productieafdeling van 20th Century Fox, waarna Charles Randolph in dienst werd genomen om een nieuw script te schrijven. In oktober 2009 werden Leonardo DiCaprio en Angelina Jolie overwogen als hoofdrolspelers.
Het project bleef echter aanslepen. In 2012 werd bericht dat Ridley Scott de rol van regisseur aan zijn dochter Jordan had doorgegeven en werd Penélope Cruz overwogen als hoofdrolspeelster. In 2016 raakte bekend dat Annapurna Pictures plannen had om het project te verfilmen met Wong Kar-Wai als regisseur en Margot Robbie als hoofdrolspeelster. Een jaar later haakte Wong af.
In november 2019 werd onthuld dat Ridley Scott het project opnieuw zelf wilde regisseren, ditmaal met Lady Gaga als hoofdrolspeelster en Roberto Bentivegna als scenarist. In april 2020 raakte bekend dat het project door Metro-Goldwyn-Mayer zou gefinancierd en uitgebracht worden.

### Casting
In november 2019 werd Lady Gaga gecast als Patrizia Reggiani, een rol die voordien aan actrices Angelina Jolie, Penélope Cruz en Margot Robbie gelinkt werd. In augustus 2020 werd de cast uitgebreid met Jared Leto, Al Pacino, Adam Driver, Jack Huston en Reeve Carney. Ook Robert De Niro werd aanvankelijk aan het project gelinkt, maar de acteur haakte af en werd in december 2020 vervangen door Jeremy Irons. In maart 2021 raakte de casting bekend van Salma Hayek, die in het echt getrouwd is met François-Henri Pinault, die met de holding Kering eigenaar is van het luxemerk Gucci.

### Opnames
De opnames gingen in maart 2021 van start in Italië en eindigden begin mei 2021. Gressoney in de Aosta-vallei deed dienst als het Zwitserse Sankt Moritz. Aan het Comomeer vonden er opnames plaats in de luxueuze villa Balbiano. In april 2021 vonden de opnames plaats in Rome, zowel op locatie (onder meer aan de Santa Maria in Campitelli) als in Cinecittà.
De opnames werden geleid door director of photography Dariusz Wolski, die de film omschreef als een 'hoogwaardige soap-opera'.

## Release en ontvangst
De film ging in première op het Odeon Luxe Leicester Square in Londen op 9 november 2021. In de Verenigde Staten werd House of Gucci op 24 november 2021 uitgebracht. Na de bioscooprelease zal het ook beschikbaar zijn om te streamen op Paramount+.
Op Rotten Tomatoes heeft House of Gucci een waarde van 61% en een gemiddelde score van 6.10/10, gebaseerd op 280 recensies. Op Metacritic heeft de film een gemiddelde score van 59/100, gebaseerd op 57 recensies.